# Bromus moesiacus
Bromus moesiacus är en gräsart som beskrevs av Josef Velenovský. Bromus moesiacus ingår i släktet lostor, och familjen gräs. Inga underarter finns listade i Catalogue of Life.